# Ceratopemphigus zehntneri
Ceratopemphigus zehntneri är en insektsart. Ceratopemphigus zehntneri ingår i släktet Ceratopemphigus och familjen långrörsbladlöss. Inga underarter finns listade i Catalogue of Life.